# 이정모 (1963년)
이정모(1963년 12월 5일~)은 대한민국의 교수이자 특수단체인으로 국립과천과학관 관장이다.

## 약력
연세대학교 생화학과를 졸업하고, 동대학원에서 석사학위를 받았다. 독일 본 대학교 화학과에서 '곤충과 식물의 커뮤니케이션'에 관한 연구로 박사과정을 수료했다. 이후 안양대학교 교양학부 교수로 재직하며, '과학사', '과학기술과 문명' 등을 강의했다. 2011년 9월부터 서대문자연사박물관 관장으로 재직하였다.
미래창조과학부와 한국과학창의재단에서 지원하는 과학창의 앰배서더로 활동했으며, 과학의 대중화를 위한 서적을 저술/번역하고 있다.

## 저서
- 우리는 물이야! - 아이들은 자연이다, 2020
- 저도 과학은 어렵습니다만 - 바틀비, 2019
- 선생님도 놀란 초등과학 뒤집기 - 원소, 2013
- 인간 이력서(볼프 슈나이더 저, 이정모 역), 2013
- 뿡뿡 방귀도 혼합물이야!, 2012
- 나는야 초능력자 미생물, 2012
- 영어책이야? 과학책이야? 시리즈 (제러드 체셔 저, 이정모 역), 2011~
- 모두를 위한 물리학(한스 그라스만 저, 이정모 역), 2011
- 인간, 우리는 누구인가? (헤닝 엥겔른 저, 이정모 역), 2010
- 물질의 반응, 2009
- 매드 사이언스북(레토 슈나이더 저, 이정모 역), 2008

## 상훈
- 2002년: 과학기술부장관 우수과학도서인증(달력과 권력)